# پرویز صبری
پرویز صبری (زاده ۱۳۲۹، تبریز - درگذشت ۱۰ مرداد ۱۳۹۵، تهران)، کارگردان ایرانی بود. او فارغ‌التحصیل مکانیک از دانشگاه شیراز بود. وی فعالیت سینمایی را سال ۱۳۶۰ از سیمای جمهوری اسلامی ایران آغاز کرد. از دیگر فعالیت‌های او می‌توان به سرودن شعر برای کودک و نوجوان اشاره کرد.
پرویز صبری پنج ماه قبل از مرگ در تصادفی دچار فلج مغزی شد و بعد از مدت‌ها بستری بودن در بیمارستان و بعد از خروج از کما و تحمل شرایط سخت در منزل مادری ، در ۱۰ مرداد ۱۳۹۵ درگذشت.

## فیلم شناسی
- شنگول و منگول (۱۳۶۸)
- عیالوار (۱۳۷۱)
- گارد ویژه (۱۳۷۴)
- مانی و ندا (۱۳۷۹)
- ننه نقلی (۱۳۹۰)